# وليد عيدو
وليد عيدو (2 أبريل 1942 - 13 يونيو 2007)، سياسي لبناني وأحد أهم قيادي تيار المستقبل.

## عن حياته
ولد في مدينة بيروت، حصل عام 1966 على إجازة في الحقوق من الجامعة اللبنانية. دخل السلك القضائي عام 1967 واستقال منه في 31 يناير 2000، وتدرج طوال تلك الفترة بعده مناصب قضائية. إنضم من سنة 1978 إلى سنة 1980 إلى حركة المرابطون ذات التوجه الناصري. دخل إلى البرلمان اللبناني لأول مرة بعام 2000 وذلك عن المقعد السني في دائرة بيروت الثانية. وأُعيد انتخابة لنفس المقعد في انتخابات عام 2005. اغتيل بتاريخ 13 يونيو 2007 بتفجير سيارته أودى به ومعه نجله الأكبر خالد. وهو له عديد من الأبحاث القانونية.

## حياته الأسرية
متزوج من عائدة غنوم، ولديهما من الأبناء:
- خالد (اغتيل معه).
- زاهر.
- مازن.